# Andrés Parra
Andrés Alfredo Parra Medina (Cali, 18 de septiembre de 1977) es un actor de cine, teatro y televisión colombiano, conocido por su papel protagónico en la serie de Escobar, El Patrón del Mal de Caracol Televisión y por la película La pasión de Gabriel.

## Biografía
Parra es egresado de la Escuela de formación de Actores del Teatro Libre de Bogotá, y desarrolló su formación en Juegos Teatrales con Clive Barker, de Inglaterra, en Creación de Públicos con Cristina King Miranda, de México, de Clown con Miguel Borrás, de Francia, Producción con Clarisa Ruiz, de Colombia, y en Maquillaje Escénico, con Inda Blatch Geib, de Estados Unidos. Comenzó siendo actor aficionado a los 11 años. Su primera profesora fue Patricia Llinás, quien lo impulsó a estudiar en el Teatro Libre; por esta razón su bachillerato fue un poco más largo de lo normal.
Ha dedicado gran parte de su vida al teatro y ha participado en numerosas obras. Entre 1991 y 1998 actuó en las obras: El Hombre de La Mancha, Tiempos de Fidel, I "toing" Panamá, Bodas de sangre, Xochi y Pilly e Instant Happiness, todas bajo la dirección de Patricia Llinás. En 1998 actuó en La Orestiada. 
En el 2000 actuó en 9 Desmayos, Stepan Stepanovich, bajo la dirección de Ricardo Camacho; y en Espectros de Shakespeare (El Rey Lear), con dirección de José Domingo Garzón.
En 2001 actuó en La Kermesse, dirigida por Esther Celis; luego participó ese mismo año en Julio César, bajo la dirección de Ricardo Camacho; y en 2001 también hace un papel en En la diestra de Dios padre, dirigida por Germán Moure.
En 2004 actuó en El país de los juguetes, bajo la dirección de Paola Benjumea.
En 2007 participó en la puesta en escena de Sin mente, de Ramses Ramos.
En 2010 protagonizó The Pillowman (El Hombre Almohada), galardonada como la mejor obra del 2010, bajo la dirección de Pedro Salazar; entre otras. Como profesor de interpretación ha dirigido La comedia de las equivocaciones, de William Shakespeare, El burgués Gentilhombre, de Molière, El retablo de las maravillas, de Miguel de Cervantes, y el laboratorio de investigación La mujer en Shakespeare.
Parra encarnó el rol de "Anestesia" en El Cartel de Los Sapos.
Participó en la adaptación para la televisión del libro La parábola de Pablo, del periodista Alonso Salazar, llamada Escobar, el patrón del mal (Caracol Televisión), una telenovela basada en la vida del narcotraficante Pablo Escobar. Se le ha llamado el "Marlon Brando colombiano", por lo cual la familia del actor Marlon Brando realizó una demanda por daños y perjuicios.
Andrés Parra tuvo participación en la película peruana El elefante desaparecido, de Javier Fuentes-León, donde compartió escena con el actor peruano Salvador del Solar y la colombiana Angie Cepeda.
En 2017 participó en la serie El comandante, interpretando al fallecido presidente de Venezuela Hugo Chávez.
En 2019 actuó en la película argentina La odisea de los giles, de Sebastián Borensztein, compartiendo cartel con Ricardo Darín, Luis Brandoni, entre otros.

## Filmografía

### Televisión
| Año       | Título                     | Personaje                                      | País                                   |
| --------- | -------------------------- | ---------------------------------------------- | -------------------------------------- |
| 2005      | Casados con hijos          | Néstor Elías (Actuación especial)              | Bandera de Colombia                    |
| 2005-2006 | Por amor a Gloria          | Lorenzo de La Pava                             | Bandera de Colombia                    |
| 2008      | El cartel                  | Alfonso Rendón "Anestesia"                     | Bandera de Colombia                    |
| 2008      | Sin retorno                | William de La Colina "Ep: Tumbas de la Colina" | Bandera de Colombia                    |
| 2008      | Cámara Café                | Patricio "El Jefe"                             | Bandera de Colombia                    |
| 2008-2009 | Muñoz vale por dos         | Diego Pacheco                                  | Bandera de Colombia                    |
| 2009-2010 | El encantador              | Ramsés Colmenares                              | Bandera de Colombia                    |
| 2010      | El cartel 2                | Alfonso Rendón "Anestesia"                     | Bandera de Colombia                    |
| 2010-2011 | Hilos de amor              | Antonio "Tony" Buendía                         | Bandera de Colombia                    |
| 2011      | Amar y temer               | Román Ortiz                                    | Bandera de Colombia                    |
| 2011      | La bruja                   | Jaime Cruz                                     | Bandera de Colombia                    |
| 2011      | Tres milagros              | Roberto Alias "el socio"                       | Bandera de Colombia                    |
| 2012      | Escobar, el patrón del mal | Pablo Escobar                                  | Bandera de Colombia                    |
| 2013      | El señor de los cielos     | Pablo Escobar                                  | Bandera de México                      |
| 2013-2014 | La selección               | Pablo Escobar                                  | Bandera de Colombia                    |
| 2014      | La suegra                  | René Higuera del Castillo                      | Bandera de Colombia                    |
| 2015-2018 | Sitiados                   | Maestre de Campo Juan de Salas                 | Bandera de Chile · Bandera de Colombia |
| 2017      | El comandante              | Hugo Chávez                                    | Bandera de Colombia                    |
| 2018      | El host                    | Alexander Muñoz (Participación especial)       | Bandera de Argentina                   |
| 2018-2019 | María Magdalena            | Simón Pedro                                    | Bandera de México                      |
| 2020      | El robo del siglo          | Roberto Lozano "Cayó"                          | Bandera de Colombia                    |
| 2020      | De brutas, nada            | Gabriel Díaz                                   | Bandera de México                      |
| 2020-2022 | El presidente              | Sergio Jadue                                   | Bandera de Chile                       |
| 2022-2023 | Los protectores            | Reynaldo "Colombia" Morán                      | Bandera de Argentina                   |
| 2022-2024 | Primate                    | Oficiante/ Condi                               | Bandera de Colombia                    |

## Cine
| Año  | Título                                  | Papel                        |
| ---- | --------------------------------------- | ---------------------------- |
| 2003 | Santuario                               |                              |
| 2004 | El trato                                | Policía                      |
| 2005 | Ciudad Crónica                          |                              |
| 2006 | Ojos que no ven                         |                              |
| 2006 | Ventanas                                |                              |
| 2006 | Perro come perro                        |                              |
| 2007 | Satanás                                 | Pablo                        |
| 2007 | El amor en los tiempos del cólera       | Capitán Samaritano           |
| 2007 | Doctor Alemán                           |                              |
| 2007 | Collar de Perlas                        | Sordomudo                    |
| 2007 | Cría Cuervos                            |                              |
| 2008 | Noche buena                             |                              |
| 2008 | Sin retorno                             | William de la Colina         |
| 2008 | QR9 16 48                               |                              |
| 2009 | La pasión de Gabriel                    | Gabriel                      |
| 2009 | Los futbolistas                         |                              |
| 2011 | San Andresito                           | Agente Tenorio               |
| 2012 | El Cartel de los Sapos                  | Carlos Zapata "El Anestesia" |
| 2013 | El elefante desaparecido                | Sandro Ferrer                |
| 2014 | La semilla del silencio                 | Jorge Salcedo                |
| 2015 | Siempreviva                             | Sergio                       |
| 2017 | Órbita 9                                | Hugo                         |
| 2019 | La odisea de los giles                  | Fortunato Manzi              |
| 2023 | Los iniciados                           | Frank Molina                 |
| 2024 | Los iniciados: el diario de las sombras | Frank Molina                 |

## Premios y nominaciones
Parra ha recibido numerosos premios.

### Televisión

#### Premios India Catalina
| Año  | Categoría                                                | Telenovela o serie         | Resultado |
| ---- | -------------------------------------------------------- | -------------------------- | --------- |
| 2021 | Mejor Actor Protagónico de Telenovela, Serie o Miniserie | El robo del siglo          | Ganador   |
| 2013 | Mejor Actor Protagónico de Serie o Miniserie             | Escobar, el patrón del mal | Ganador   |
| 2012 | Mejor Actor Protagónico de Serie o Miniserie             | La bruja                   | Nominado  |
| 2009 | Mejor Actor Protagónico de Serie                         | El cartel                  | Ganador   |

#### Premios TVyNovelas
| Año  | Categoría                        | Telenovela o serie         | Resultado |
| ---- | -------------------------------- | -------------------------- | --------- |
| 2013 | Mejor Actor Protagónico de Serie | Escobar, el patrón del mal | Ganador   |
| 2012 | Mejor Actor Villano de Serie     | La bruja                   | Nominado  |
| 2009 | Mejor Revelación                 | El cartel                  | Nominado  |

#### Produ Awards
| Año  | Categoría                                | Programa        | Resultado |
| ---- | ---------------------------------------- | --------------- | --------- |
| 2022 | Mejor Actor Principal - Serie de Comedia | Los protectores | Nominado  |
| 2020 | Mejor Actor Principal                    | El presidente   | Ganador   |

#### Premios Platino
| Año  | Categoría                                                          | Serie             | Resultado |
| ---- | ------------------------------------------------------------------ | ----------------- | --------- |
| 2023 | Mejor Interpretación Masculina de reparto en Miniserie o Teleserie | Belascoarán       | Nominado  |
| 2021 | Mejor Interpretación Masculina en Miniserie o Teleserie            | El Robo del Siglo | Ganador   |

#### Premios Online
| Año  | Categoría                                       | Telenovela o serie | Resultado |
| ---- | ----------------------------------------------- | ------------------ | --------- |
| 2020 | Actor de serie web o streaming favorito del año | El robo del siglo  | Ganador   |

#### Premios Talento Caracol
| Año  | Categoría              | Telenovela o serie         | Resultado |
| ---- | ---------------------- | -------------------------- | --------- |
| 2015 | Mejor Actor de Reparto | La suegra                  | Ganador   |
| 2013 | Mejor Actor            | Escobar, el patrón del mal | Nominado  |
| 2012 | Mejor Actor            | La bruja                   | Nominado  |
| 2012 | Mejor Villano          | La bruja                   | Nominado  |

#### Premios People en Español
| Año  | Categoría          | Telenovela o serie         | Resultado |
| ---- | ------------------ | -------------------------- | --------- |
| 2012 | Mejor Actor        | Escobar, el patrón del mal | Nominado  |
| 2012 | Revelación del Año | Escobar, el patrón del mal | Nominado  |

#### Premios Tu Mundo
| Año  | Categoría             | Telenovela o serie         | Resultado |
| ---- | --------------------- | -------------------------- | --------- |
| 2013 | Protagonista Favorito | Escobar, el patrón del mal | Nominado  |

#### Otros premios y reconocimientos por televisión
- Invitado de honor al Festival y Mercado de Televisión Internacional FYMTI Buenos Aires, Argentina por Escobar, El Patrón del Mal (2014)
- Premio ACE de la Asociación de Cronistas del Espectáculo de Nueva York a Mejor Actor por Escobar, El Patrón del Mal (2013)
- Premios Momento a Mejor Actor por Escobar, El Patrón del Mal (2012)
- Premios Gacetas a Mejor Actor por Escobar, El Patrón del Mal (2012)
- Personaje Del Año (Revista Elenco)
- Personaje Del Año Revista TVyNovelas
- Premio Actor Destacado Del Año El Espectador (2012)

### Premios por cine

#### Premios Macondo
| Año  | Categoría             | Película                | Resultado |
| ---- | --------------------- | ----------------------- | --------- |
| 2010 | Mejor Actor Principal | San andresito           | Nominado  |
| 2013 | Mejor Actor Principal | La pasión de Gabriel    | Ganador   |
| 2016 | Mejor Actor Principal | Siempreviva             | Nominado  |
| 2016 | Mejor Actor Principal | La semilla del silencio | Nominado  |

#### Otros premios obtenidos por cine
- Festival Internacional de Cine de Guadalajara: Mayahuel de Plata Mejor actor Iberoamericano de ficción por La pasión de Gabriel
- Festival Internacional de Cine de Cartagena: India Catalina Mejor Actor Colombiano por La pasión de Gabriel
- Festival Internacional de Cine de Bogotá: Bogocine de Oro Mejor Actor por La pasión de Gabriel